# Chirundina streetsii
Chirundina streetsii är en kräftdjursart som beskrevs av Giesbrecht 1895. Chirundina streetsii ingår i släktet Chirundina och familjen Aetideidae. Inga underarter finns listade i Catalogue of Life.